# Els Salats (Torroella de Montgrí)
Els Salats és un barri de l'Estartit al municipi de Torroella de Montgrí (Baix Empordà). És delimitat pel Ter Vell al sud, la Torre Moratxa i Roca Maura al nord, el nucli antic de Santa Anna al nord-oest i la platja de l'Estartit a l'oest. Es tracta d'un barri eminentment residencial. Hi ha el camp de la Unió Esportiva L'Estartit.